# فلک (بیضا)
فلک، روستایی در دهستان هفت خان بخش بانش شهرستان بیضا در استان فارس ایران است.

## جمعیت
بر پایه سرشماری عمومی نفوس و مسکن در سال ۱۳۹۵، جمعیت این روستا برابر با ۱۲۵ نفر (۳۶ خانوار) بوده است.